# Ultimo domicilio conosciuto
Ultimo domicilio conosciuto (Dernier domicile connu) è un film del 1970 diretto da José Giovanni.

## Trama
Marceau Léonetti, un commissario della polizia giudiziaria, con un servizio brillante e decorato con la Legione d'Onore, arresta un giovane che guida ubriaco. Quando lo porta alla stazione di polizia, l'imputato gli dice sprezzantemente che è il figlio di un famoso avvocato e che sentirà parlare da lui. Due mesi dopo, Léonetti viene convocato dal suo superiore. In effetti, il famoso avvocato ha scritto un rapporto che distorce completamente i fatti a favore di suo figlio e che fa passare Leonetti per un poliziotto così incline alla violenza che non dovrebbe nemmeno avere il suo posto nella società di oggi. Per calmare la vicenda, Léonetti viene temporaneamente trasferito in una piccola stazione di polizia del quartiere.
Nel suo nuovo incarico, deve rintracciare gli uomini perversi che sono soliti molestare le donne nei cinema di periferia. 
Gli viene affiancata una nuova recluta, Jeanne Dumas, intraprendente ragazza di Lione che ha scelto la carriera in Polizia per sfuggire a una vita monotona. Jeanne accetta di fare da esca per scoprire i molestatori.
Un giorno, il suo capo lo incarica di una nuova missione: cercare un testimone, lasciato "senza lasciare un indirizzo" e scomparso per cinque anni. Si tratta di un certo Roger Martin, un commercialista, che potrebbe svolgere un ruolo fondamentale nel processo di un famoso malvivente, Soramon, che deve aver luogo tra otto giorni. I colleghi suggeriscono che questa indagine sarebbe puramente formale, in quanto il tempo disponibile è troppo breve per individuare un testimone scomparso da così tanto tempo. In realtà, anche se si preoccupano di non dirglielo, i colleghi di Léonetti conoscono le sue capacità investigative e credono che sia la loro ultima risorsa: Lėonetti forse riuscirà dove prima tutti gli altri hanno fallito.
Léonetti e la giovane assistente partono immediatamente per trovare il misterioso Martin. All'inizio hanno solo una traccia: l'ultima casa conosciuta di Martin, di cui non hanno nemmeno una foto. Tuttavia, dal primo giorno, scoprono due nuovi elementi: prima che Martin ha una figlia con sé e, in secondo luogo, che i complici di Soramon stanno anche loro cercando il misterioso testimone.
In questa corsa contro il tempo, scopriranno poi che la bambina è malata e prende alcuni farmaci. Con questi indizi, arrivano finalmente alla casa dove vivono, non senza dover affrontare gli scagnozzi di Soramon.
Martin viene convinto a testimoniare al processo e Soramon viene condannato. Il giorno successivo, il testimone che fino a quel momento aveva preso così tante precauzioni, lasciato solo e senza protezione da parte della polizia, viene pugnalato da uno degli uomini di Soramon, sotto gli occhi di sua figlia. Sconvolta da questo fatto inaspettato, Jeanne si dimette dalla polizia.

## Colonna sonora
La colonna sonora è composta da François de Roubaix.
Il tema principale è stato usato da Robbie Williams per un Sample nella sua canzone Supreme, nel suo album Sing When You're Winning.
Diversi altri artisti dell'universo musicale anglosassone (in particolare rap) hanno anche provato questo tema, in particolare il Dr. Dre (sull'album Compton nel 2015), Kid Cudi, Missy Elliott, Lil 'Bow Wow, Lana Del Rey e Gloria Gaynor nella sua canzone I Will Survive, scritta da Freddie Perren e Dino Fekaris.